# Dave Lowry
David John „Dave“ Lowry (* 14. Februar 1965 in Sudbury, Ontario) ist ein ehemaliger kanadischer Eishockeyspieler und derzeitiger -trainer, der im Verlauf seiner aktiven Karriere zwischen 1982 und 2004 unter anderem 1.195 Spiele für die Vancouver Canucks, St. Louis Blues, Florida Panthers, San Jose Sharks und Calgary Flames in der National Hockey League (NHL) auf der Position des linken Flügelstürmers bestritten hat. Anschließend arbeitete er unter anderem als Cheftrainer bei den Winnipeg Jets in der NHL. Zuletzt war Lowry von August 2022 bis Juni 2025 als Assistenztrainer bei den Seattle Kraken angestellt. Sein Söhne Adam und Joel sind ebenfalls professionelle Eishockeyspieler.

## Karriere
Lowry spielte zunächst drei Jahre von 1982 bis 1985 in der Ontario Hockey League bei den London Knights. In den drei Jahren verbesserte er seine Punktausbeute stets und erreichte in seiner letzten Saison mit 120 Punkten in 61 Spielen sowie der Berufung ins First All-Star Team der OHL ihren Höhepunkt. Nachdem der linke Flügelspieler bereits im NHL Entry Draft 1983 in der sechsten Runde an 110. Position von den Vancouver Canucks ausgewählt worden war, schloss er sich dem Franchise zur Saison 1985/86 an.
Der Kanadier schaffte auf Anhieb den Sprung in den NHL-Kader der Canucks und bestritt in seiner Rookiesaison 73 der insgesamt 80 Saisonspiele. Ebenso gehörte er in der darauffolgenden Spielzeit zum Stammkader, ehe er in der Saison 1987/88 zunächst ins Farmteam abgeschoben wurde und so auf lediglich 22 NHL-Einsätze in dieser Saison kam. Kurz vor dem Start der Saison 1988/89 wurde Lowry zu den St. Louis Blues transferiert, wo er seine erste Spielzeit, wie im Vorjahr, zwischen der NHL und den Minor Leagues verbrachte. Erst zum Spieljahr 1989/90 etablierte sich der Stürmer im Kader der Blues und spielte in der Saison 1990/91 sein bestes NHL-Jahr mit 40 Punkten in 79 Spielen, ehe er St. Louis im Sommer 1993 verlassen musste, da er ungeschützt in den NHL Expansion Draft 1993 gegangen war, wo ihn die neu gegründeten Florida Panthers auswählten. Als erfahrener Spieler gehörte Lowry die folgenden vier Spielzeiten fest zum Kader der Panthers, mit denen er in der Saison 1995/96 völlig überraschend das Finale um den Stanley Cup erreichte. Dort unterlag man jedoch der Colorado Avalanche. Die vierte NHL-Station des Kanadiers waren die San Jose Sharks, die ihn in einem Transfergeschäft im November 1997 erhielten und ihn bis zum Ende der Spielzeit 1999/00 beschäftigten. Nachdem Lowry in seiner letzten Saison mit den Sharks wegen einer Schulterverletzung lange ausgefallen war, wechselte er im Sommer 2000 als Free Agent zu den Calgary Flames. Bei den Flames übernahm er nach dem Rücktritt von Steve Smith im Dezember 2000 das Amt des Mannschaftskapitäns, das er erst im Verlauf der Saison 2002/03 verlor als er nach 14 Jahren von Trainer Greg Gilbert wegen seiner schwachen Leistungen auf dem Eis erstmals wieder ins Farmteam abgeschoben wurde. Er beendete seine aktive Karriere schließlich nach der Spielzeit 2003/04, in der er nur noch spärliche Einsatzzeiten bekommen hatte und lange wegen einer Unterleibsverletzung ausgefallen war.
Nach seiner aktiven Karriere arbeitete er in der Saison 2005/06 ein Jahr als Assistenztrainer der Calgary Hitmen aus der Western Hockey League sowie später als deren Cheftrainer. Am 19. Juli 2012 wurde er zum Cheftrainer der Victoria Royals aus der WHL ernannt. Diese Position hatte er fünf Jahre inne und betreute während dieser Zeit auch zweimal die kanadische U20-Nationalmannschaft als Assistent bei Weltmeisterschaften, bevor er im Mai 2017 als neuer Assistenztrainer der Los Angeles Kings vorgestellt wurde. Dort war er zwei Jahre aktiv, ehe als Cheftrainer der Brandon Wheat Kings in die WHL zurückkehrte. Nach einer Spielzeit im Juniorenbereich kehrte er zur Saison 2020/21 in die NHL zurück, als er im November 2020 von den Winnipeg Jets verpflichtet wurde. Im Dezember 2021 übernahm er interimsweise die Position des Cheftrainers, nachdem Paul Maurice seinen Rücktritt verkündet hatte. Am Ende der Saison 2021/22 erhielt er jedoch keinen festen Vertrag und wurde stattdessen durch Rick Bowness ersetzt. Zur Saison 2022/23 wurde Lowry als Assistenztrainer von den Seattle Kraken verpflichtet. Dort war er drei Jahre tätig, ehe ihn die Kraken nach der Saison 2024/25 entließen.

## Erfolge und Auszeichnungen
- 1985 OHL First All-Star Team
- 2014 Dunc McCallum Memorial Trophy (als Cheftrainer)
- 2016 Dunc McCallum Memorial Trophy (als Cheftrainer)

## Karrierestatistik
(Legende zur Spielerstatistik: Sp oder GP = absolvierte Spiele; T oder G = erzielte Tore; V oder A = erzielte Assists; Pkt oder Pts = erzielte Scorerpunkte; SM oder PIM = erhaltene Strafminuten; +/− = Plus/Minus-Bilanz; PP = erzielte Überzahltore; SH = erzielte Unterzahltore; GW = erzielte Siegtore; 1 Play-downs/Relegation; Kursiv: Statistik nicht vollständig)

### NHL-Trainerstatistik
(Legende zur Trainerstatistik: Sp oder GC = Spiele insgesamt; W oder S = erzielte Siege; L oder N = erzielte Niederlagen; T oder U = erzielte Unentschieden; OTL oder OTN = erzielte Niederlagen nach Overtime oder Shootout; Pts oder Pkt = erzielte Punkte; Pts% oder Pkt% = Punktquote; Win% = Siegquote; Resultat = erreichte Runde in den Play-offs)